# بخش وین (شهرستان مونرو، اوهایو)
بخش وین (به انگلیسی: Wayne Township) یک منطقهٔ مسکونی در ایالات متحده آمریکا است که در شهرستان مونرو، اوهایو واقع شده‌است.
 بخش وین ۵۸٫۱ کیلومتر مربع مساحت و ۳۶۲ نفر جمعیت دارد و ۳۴۳ متر بالاتر از سطح دریا واقع شده‌است.